# دریاچه کافتی

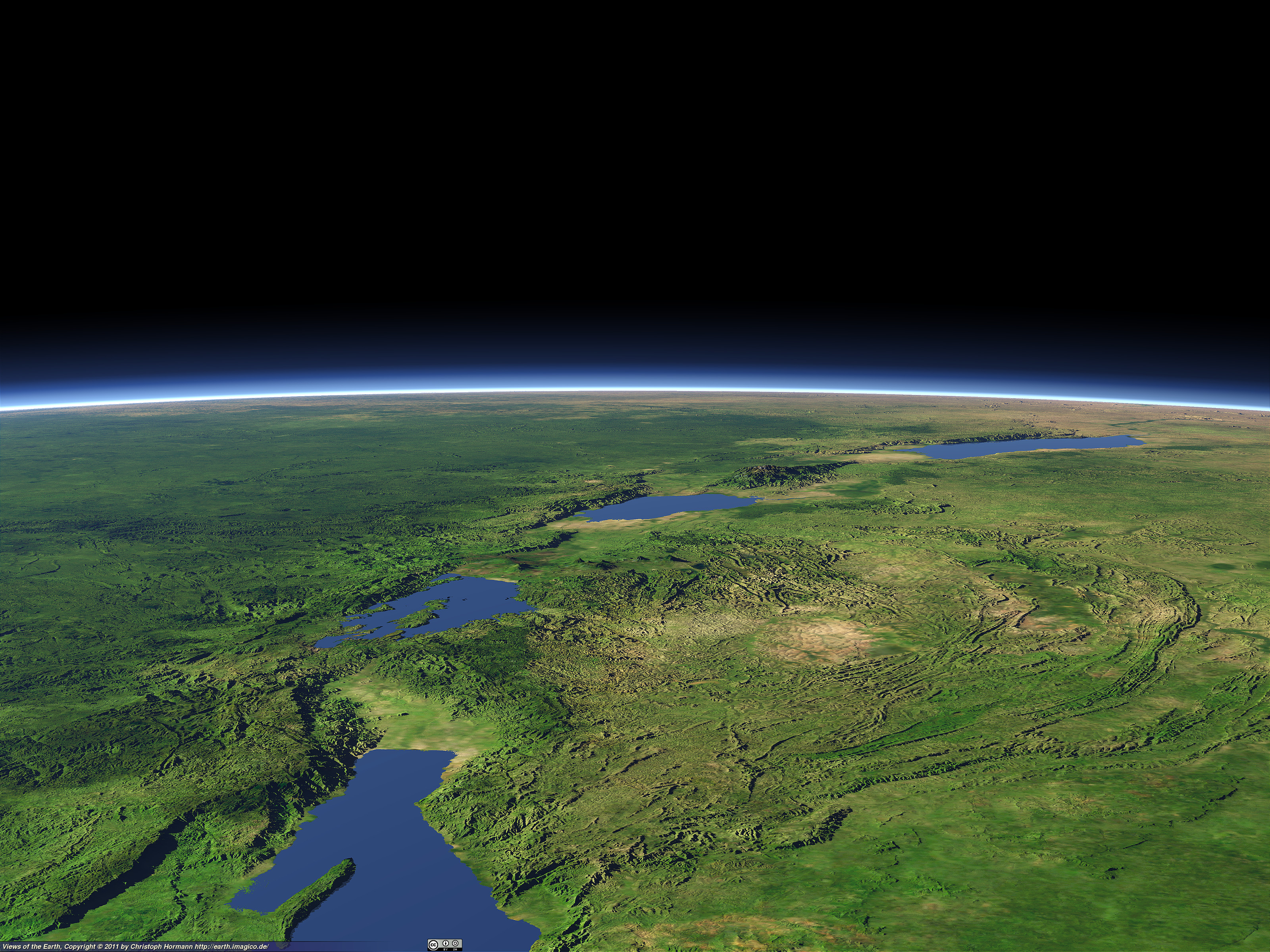
تصویر رندر شده کافت آلبرتین که چهار دریاچه کافتی آن را نشان می‌دهد.

دریاچه کافتی (انگلیسی: Rift lake) نوعی دریاچه است که بر اثر فرونشینی ناشی از حرکت گسل‌ها در یک ناحیه کافتی  که در آن زمین‌ساخت کششی در پوسته قاره‌ای وجود دارد، شکل می‌گیرد. این نوع دریاچه‌ها اغلب در درون دره‌های کافتی یافت شده و ممکن است ژرفای آن‌ها بسیار زیاد باشد. دریاچه‌های کافتی ممکن است توسط پرتگاه‌های پرشیب در امتداد حاشیه گسل محدود شوند.

## نمونه‌ها
- دریاچه بایکال در سیبری
- دریاچه بالاتون در مجارستان
- دریای مرده در مرز اسرائیل و اردن
- دریاچه وستوک در جنوبگان
- دریای سالتون در جنوب کالیفرنیا